# شیشه تقویت شده
شیشه تقویت شده با روشهای شیمیایی (به انگلیسی Chemically strengthened glass) یا به اختصار شیشه تقویت شده، نوعی شیشه است که استحکام آن با استفاده از یک یا چند فرایند شیمیایی تقویت شده باشد.
هنگامی که افزایش استحکام زیادی که روش‌های حرارتی، قابل حصول نیست مورد نیاز باشد می‌توان از روش‌های مختلف شیمیایی استحکام وچقرمگی شیشه‌ها را افزایش داد؛ که از طریق تعویض یونی صورت می‌گیرد.

## تاریخچه
شولزدرسال1913 اولین فردی بود که ثابت کردکه کاتیون‌های شیشه را می‌توان تعویض کرد. اواین مطلب را باغوطه ور ساختن یک شیشه سدیم اهکی (سودالایم) در حمامی از نیترات نقره مذاب نشان داد.دراواسط قرن بیستم خواص تعویض یونی شیشه برای تشریح عملکرد الکترود شیشه ایPH سنج ومیزان دوام شیشه مورد استفاده قرار گرفت.

## تعریف فرایند تعویض یونی
تعویض یونی بدین صورت می‌باشد،اصل این روش ساده است که در آن یون (A +) مرتبط با یک ماتریس شیشه ای جامد (X -)توسط یون دیگری(B +) با همان ظرفیت در نمک مذاب جایگزین می‌شود.
که مکانیزم تعویض یونی صورت گرفته بصورت معادله زیر است:
(A+) نشان دهنده کاتیون‌های قلیایی موجود در شیشه مانند (+Na ، K +، Li +)و یون (B +) کاتیون‌های یک ظرفیتی نمک مذاب را تشکیل می دهندکه کاتیونهای یک ظرفیتی در نمک‌های مذاب مانند (+Ag +، K +، Cs +، Li +، Tl + و Rb +) می توان رد و بدل کرد. اخیراً +Na+,Cu+ نیز گزارش شده‌است. برای این کار تیغه شیشه ای را درنمک مذاب مدنظر غوطه ور می‌کنیم ودراثر شیب گرادیان غلظتی کاتیون قلیایی مدنظر به به داخل نمک مذاب نفوذ کرده ودر مقابل کاتیون تک ظرفیتی مدنظر به داخل شیشه نفوذ می‌کند. این روش از طریق مکانیزم نفوذ صورت می‌گیرد پس زمان بر بوده ومتغیر کنترل کننده وتسریع کننده آن دمامی باشد. 

## ساختار
شیشه های سیلیکاتی عمده ترین پایه برای اعمال فرایند تعویض یونی بوده وتعداد زیادی از فلزات تک ظرفیتی به روش تعویض یونی به این شیشه ها افزوده شده است وزودتر وبیشتر از همه ورقه شیشه ای(لام) ساده میکروسکوپ تشکیل شده از شیشه سدیم اهکی از این جنبه مورد بررسی قرار گرفته است.وجود فلز قلیایی باعث شکست ساختار سیلیکاتی وبوجود آمدن اکسیژن غیرپل زن می شود ودر نتیجه این فلز در حفره ساختار شیشه مدنظر قرار گرفته وآزادی عمل بیشتری حین فرایند داشته وبه راحتی مبادله می شود.
رمز موفقیت این شیشه به دلیل غلظت سدیم بالای آن است. یون سدیم یکی از متحرک ترین یون ها در شیشه بوده وبه راحتی جایگزین می شود محدودیت این شیشه ها در کاربرد هایی است که حساسیت شدیدی نسبت به ناخالصی ها فلزی مثل اکسید اهن وجود دارد. 

## فرایند ساخت
معمولاً محدوده دمایی که در آن فرایند تعویض یونی٫ نفوذ یونها با سرعتی مناسب انجام میگیرد، بسیار بار یک است. در میان نمکهای قلیایی، نیتراتها دارای محدوده دمایی مطلوبی از نظر معاوضه یونی میباشندومیتوانند به عنوان منبعی مناسب برای یون های بزرگتر درنظرگرفته شوند. علاوه بر نمک های نیتراتی ازسولفاتها، کلریدها، فلوریدها و فسفاتهای حاوی یونهای قلیایی نیز میتوان جهت انجام معاوضه یونی استفاده کرد. توجه به این نکته الزامی است که کلیه نمکهای مصرفی بایستی در دمای کاربردی پایدار
باشند و تجزیه نگردند.
دمایی که در آن معاوضه یونی می تواند بهطور موفقیتآمیزی صورت گیرد، بایستی بالاتر از نقطه ذوب نمک و پایینتر از نقطه کرنش شیشه باشد. در انتخاب محدوده زمانی نیز بایستی رعایت شرایط اقتصادی مدنظر قرار گیرد.
تعویض یونی معمول ویا مرسوم بصورت طرحواره زیر است:
1-در حالت اول کاتیون‌های بزرگ به جای کاتیونهای کوچک در سطح شیشه:در این روش از طریق تعویض یونی (مثلاً قرار دادن شیشه در داخل نمک مذاب) کاتیو ن‌های +Naیا+Li را باکاتیون‌های بزگتر+Kیا+Na(در مورد+Li)جایگزین می‌سازند.
این امر از افزایش حجم مولار لایه سطحی در اثر جایگزینی‌های یونی حاصل می‌شود.تنش سطحی حاصله را می‌توان بیان کرد: σ=E/(3(1-2ν))×(⧍v)/v بدیهی است که لایه زیرین در برابراین تمایل لایه‌های سطحی برای انبساط(در اثر افزایش حجم مولار)ایستادگی نموده وتنش فشاری در سطح وتنش کششی در لایه‌های زیرین ایجاد گردد.در این روش توزیع تنش برخلاف حرارتی سهموی نبوده ومستطیل است.وبسیار کند تر از روش حرار تی است وچندین ساعت طول می‌کشد دما نیز باید کمتراز ناحیه انتقال باشد تا تنش رهانشود.
دو عامل مهم وجود دارد :نخست تنش فشاری سطحی که(تا 750Mpaقابل افزایش است) ودیگری ضخامت لایه تحت فشار که برای کاربرد های معمولی با عمق نسبتاً کم(مثلاً30-40میکرومتر)ولی برای برخی کاربرد مانند مانند شیشه های هواپیما نیاز به عمق زیاد (بیشتراز300 میکرومتر)است.چون مکانیزم تعویض یونی از طریق نفوذ یون است پس نیازبه افزایش دما دارد که این راه حل باعث آزادشدن تنش می شودپس افزایش دما مناسب نیست وبرای دست یابی به ضخامت های بیشتر به زمان های بیشتر نیزنیاز است وتنش کششی در ضخامت های زیاد ناچیز ودر صورت شکست به تکه نوک تیز تبدیل می شود. برای کاهش زمان وضخامت های بیشتر در واحد زمان وتیز شدن پرفایل غلظت می توان از الکتریسیته یاامواج مایکرویو استفاده کرد وفرایندرا تسریع بخشید. پس استفاده از یک میدان الکتریکی باعث می شودعمق نفوذ در یک زمان ثابت نسب به قبل بیشتر وهمچنین بخاطر تیز بودن پرفایل غلظت فشار بوجود آمده بیشتر ودر نتیجه استحکام بیشتر است.
طرحواره تعویض یونی به کمک میدان الکتریکی:
از این مکانیزم برای ساخت شیشه های با ضخامت تبادل شده بیشتر٫ موجبرها ٫ساخت شیشه های الکتریکی وشیشه های باضریب شکست شیبدار و غیره می توان استفاده کرد.
در شکل زیر روش های تعویض یونی معمول و تعویض یونی به کمک میدان در چهارساعت تبادل مقایسه شده است:
شکل نشان می دهد که در زمان ثابت عمق نفوذ به کمک میدان در ولتاژ معین بیشتر است.
1-2-ایجاد تنش فشاری در سطح از طریق کاهش ضرایب انبساط حرارتی لایه سطحی:در این روش یون های کوچکتر (مانند+Li)به جای یون های بزرگتر(+Na) در سطح دمایی بالاتر از محدوده انتقال شیشه ،اینجا برخلاف حالت پیشین باید در سطح تنش کششی ایجاد شود یعنی لایه سطحی به دلیل کاهش حجم مولار میل به انقباض پیدا کرده ومقاومت لایه های زیرین دربرابر آن باعث ایجاد تنش کششی در سطح می نماید.اما به دلیل بالابودن دمای نمونه این تنش رها می شود.از سوی دیگرقرار دادن یون های کوچک به جای یون های بزرگتر در سطح باعث کاهش ضریب انبساط حرارتی سطحی می گردد.هنگام سرد شدن به دمای محیط،انقباض بیشترلایه های زیرین(ضریب انبساط بیشتر) و در این لایه ها تنش کششی در سطح تنش فشاری که تنش فشاری این روش نسب به روش قبل کمتر است ولی درکل بدلیل ایجاد تنش فشاری استحکام شیشه بیشترمیشود.
همچنین تعویض یونی می تواند دو مرحله ای انجام شود ابتدا شیشه در نمک مذاب نیترات سدیم غوطه ور شده وسطح شیشه غنی از سدیم شود وسپس درادامه در نیترات پتاسیم غوطه ور می کنند این کار باعث تشدید شیب گرادیان غلظتی ونفوذ بیشتر یون ها را موجب می شود ودر نتیجه استحکام به طور نسبی در مقایسه یا تک مرحله افزایش می یابد . 
2-2-روش دیگر ٬ کاهش ضریب انبسا حرارتی لایه های سطحی٬ باکاهش قلیایی ها در سطح: بدین منظور می توان شیشه را در محلول شیمیایی قرار داده یادر دمای بالا از روی شیشه جریان گاز SO2عبور داد.بدیهی است که به دلیل نقش زیادی که قلیایی هادرافزایش ضریب انبساط حرارتی شیشه ها دارند تقلیل آن هادر سطح باعث کاهش ضریب انبساط حرارتی لایه سطحی می گردد.
3-ایجاد پوسته بلورین با ضریب انبساط حرارتی پایین بر روی شیشه است: لازمه عمل این است که ابتدا از طریق تعویض یونی با شرایط ترکیبی مناسبی برای تبلورلایه سطحی(رسوب بلورهایی با ضریب انبساط حرارتی پایین) ایجاد گردد.جایگزینی+Li به جای دیگر قلیایی هادر سطح این شرایط را فراهم می سازد.پس ازتبلور٬بلور های اسپیدومن یاویرجیلیت که ضریب انبساط حرارتی پایین پایینی دارند در سطح رسوب می کنند. در این روش علاوه بر سود جستن از ضریب انساط حرارتی پایین لایه سطحی(که با سایر روش هایی از این دست تشابه دارد) ذرات بلورین پخش شده بر روی سطح می توانند از راه های مختلف مانند انحراف یا میخکوب کردن ترک ها از رشد آن ها جلوگیری کنند.

## مزایا ومعایب
مزایا: 1-در این روش می توان استحکام هفت تا هشت برابر شیشه شناور بدست اورد2-در این روش شیشه ها ی نازک وپیچیده را استحکام بخشید3-امکان پذیر نمودن ارائه یون هایی که به روش ذوب نمیتوان آنها را به شیشه افزود روش منحصر به فرد تولید این گونه محصوات بشمار می رود ویا افزودن یون ها غیر معمول در روش های دیگر به این روش امکان پذیر است4-ظرفیت یون های نفوذ کننده به شیشه را می توان کنترل کرد
معایب: 1-این فرایند زمان بر وهزینه بر است نسبت به روش حرارتی 2-عمق نفوذ کم که لازم به ذکر که با استفاده از میدان این دو عیب تا حدودی قابل پوشش است3- این روش برای شیشه های که دارای فلزات قلیایی هستند قابل استفاده حتی در مقدار کم فلزات قلیایی دشوار است.